# Herrerasaurier
Herrerasauria var en primitiv grupp dinosaurier som levde i mellersta till sen trias i framför allt Sydamerika. Man vet inte mycket om herrerasaurierna, de flesta fossila lämningar är mycket ofullständiga. Många herrerasaurier hör till de tidigaste dinosaurierna av en något stor storlek, till exempel Herrerasaurus med en längd på ungefär 6 meter.

## Klassificering
Herrerasauriernas taxonomiska historia är komplicerad på grund av att de uppvisar både primitiva och relativt unika drag. De har ibland setts som utanför gruppen Dinosauria, som theropoder och som "prosauropoder". En studie som genomfördes 2017 visade dock på att de var primitiva medlemmar av Saurischia utan någon större relation till theropoderna och nära släktingar till sauropodomorpherna. Flera familjer har föreslagits inom "infraordningen", däribland Guaibasauridae (egentligen primitiva sauropodomorpher), Herrerasauridae (den enda legitima familjen i nuläget) och Staurikosauridae (en familj som numera anses synonym med herrerasauridae). 